# Крутиков Святослав Леонтійович
Крутиков Святослав Леонтійович (нар. 19 травня 1944, Тбілісі, ГРСР) — радянський і український композитор, музикант, художник, засновник трьох музичних колективів. Член Національної спілки композиторів України (1995) та Національної спілки кінематографістів України (2005).

## Біографічні відомості
Народився 1944 р. в країні, що має тепер дружні й братерські стосунки з Україною, — Грузії. Чудове місто Тбілісі, його клімат, темперамент та відкритість мешканців, вплинули на Святослава і заклали в його творчість певну, ні на що не схожу тональність, тепло що його він несе через усе своє життя. Його батько, Л. В. Крутиков, був композитором, альтистом та музикознавцем. Походив з дрібного російського дворянства та мав ще й далекі казансько-татарські корені. Матір, Тетяна Миколаївна Воячек, була арфісткою та співачкою, онукою відомого українського музиканта чеського походження Богуміла Воячека та донькою Ольги Іванівни Іваненко, що була сестрою відомих Іваненків (письменниці Оксани, фізика-ядерника Дмитра, вченого-лісовода Бориса…). Перед війною Тетяна Миколаївна переїхала з України до Грузії за своїм вчителем арфи Георгієм Гаазе, якому запропонували посаду в Тбілісі. В Грузії вона й познайомилась з майбутнім батьком Святослава.
Шкільне навчання Святослав почав в Тбілісі, але змалку вже був пов'язаний з Україною, де мешкали його бабуся й дідусь, з якими він ціле літо подорожував по Дніпру на яхті «Таня». В одинадцятирічному віці з матір'ю переїхав до Києва назавжди. Потім навчався на композиторському факультеті у Київській консерваторії (1961—1964, клас Бориса Лятошинського), з якої на четвертому курсі навчання добровільно пішов, щоб творити музику для душі — не для кафедри. Його вчинок був проявом індивідуального «пасивного» спротиву вимогам тоталітарному режиму: студенти під страхом виключення з Консерваторії писали музику політично корисного характеру. Звичайно ж відсутність диплому про вищу освіту потім негативно відбилася на працевлаштуванні Крутикова, проте важливішим для митця завжди були власні переконання. Його непідкорена творчість й понині відображає високо духовні ідеали та цінності митця.

## Кінотворічість
Після навчання в консерваторії він вирішив спробувати попрацювати асистентом оператора на кіностудії «Укркінохроніка». Через знання знімальної техніки, одразу отримав другу категорію. Для Святослава робота ця була важлива тим, що дала можливість усвідомити коло своїх інтересів в кінопроцесі й побудувати в першу чергу етику співпраці з усіма членами змінальної команди.
Як кінокомпозитор Святослав проявив себе вперше у телефільмі, знятому Аркадієм Мікульським, «Акварелі Києва». Ця стрічка стала близкучим початком його кар'єри, адже отримала Приз за найкращу стрічку на Всесоюзному фестивалі телефільмів. Наступною роботою став фільм «Сліпий дощ», що пізніше отримав Диплом і приз журі за режисерський дебют на III Всесоюзному фестивалі телефільмів у м. Ленінграді та Гран-прі «Золота німфа» на Міжнародному фестивалі телефільмів у Монте-Карло. Після цього Святослав став композитором у більш ніж 50 кінострічках, і до сьогоднішніх днів продовжує писати музику до фільмів.
Найвідоміші роботи:
- 1970. «Твір на вільну тему» 2ч. [Кіностудія «Київнаукфільм»; Режисер: Р. Плахов-Модестов]
- 1972. «Промінь що зв'язаний у вузол» 2ч. [Кіностудія «Київнаукфільм»; Режисер: Р. Плахов-Модестов]- Головний приз Всесоюзного фестивалю в м. Алма-Ата.
- 1972. «Життя, життя, життя...» 2 ч. [Кіностудія «Київнаукфільм»; Режисер: А. Мікульський] — Диплом Київського міжнародного кінофестивалю «Молодість-73».
- 1973. «Пригоди жирафки» МЛТ [Кіностудія «Київнаукфільм»; Режисер І. Гурвич]
- 1973 «Зайченя заблукало» МЛТ. [Кіностудія «Київнаукфільм»; Режисер: В. Гончаров]
- 1974. «Пригоди малюка Гіпопо» МЛТ. [Кіностудія «Київнаукфільм»; Режисер: В. Гончаров] — Приз Київського міжнародного кінофестивалю «МОЛОДІСТЬ-74» за найкращий МЛТ для дітей.
- 1976. Повнометражний фільм «Реріх» [Кіностудія «Київнаукфільм»; Режисер: Р. Сергієнко]
- 2000. Повнометражний фільм «З Іменем Єдиним» [Національна Кінематека України «Київнаукфільм»; Режисер: М. Бурнос]
- 2002. «Ще як були ми козаками. В колі першому» 3ч. [Київнаукфільм. Режисер: Р. Плахов-Модестов]
- 2003. «Ще як були ми козаками. В колі другому» 3ч. [Київнаукфільм. Режисер: Р. Плахов-Модестов]
- 2009. «Загублений рай» 55 хвилин. [Національна Кінематека України («Київнаукфільм»); Режисер: Р. Плахов-Модестов][1] (Журнал «Кіно-Театр» 2009)
- 2010. «Жінки Чорнобиля» 30 хвилин. [ЧОРНОБИЛЬІНФО; Режисер: М. Бурнос].
- Три музичних кіносценарії для режисера Б. Небієрідзе (Укртелефільм):
  - 1979. фільм-опера «Богдан Хмельницький»;
  - 1982. фільм-опера «Фауст» — Диплом і перша премія на Х Всесоюзному фестивалі телефільмів у м. Алма-Ата.
  - 1987. фільм-опера «Борис Годунов»

## Три ансамблі
Перший ансамбль — «Ренесанс» — знайшов свій дах в Будинку культури Київської тепло-електроцентралі (КоТЕЦ). Створення ансамблю було значним вкладом у відродження старовинної музики на Украіні. Члени ансамблю, що були цікавими і обдарованими особистостями, грали на екзотичних на той час інструментах. Крім того А. Заярузний — майстер та співавтор ідеї створення ансамблю та С. Крутиков багато годин провели перед фрескою XI ст. Софії Київської, що дотепер носить назву «Скоморохи». Проаналізувавши іконографію та попередні дослідження фрески, зокрема проведені Ірмою Тоцькою, вони довели, що на фресці зображений типовий середньовічний європейський та, відповідно, і візантійський ансамбль, що грає на струнних, ударних та духових інструментах. Цей ансамбль міг бути присутнім в Києві в часи Київської Русі.
Під час перших років існування ансамблю Святослав у Києві познайомився з музикантами знаменитого естонського ансамблю старовинної музики «Hortus Musicus». Тісне спілкування з ними дало С. Крутикову безцінні знання про старовину музику, які він намагався використати при роботі зі своїми колективами.
Ансамбль перекочував згодом у Київський Будинок вчених. Святослав працював з ансамблем з 1982 по 1987 роки, а далі у зв'язку з переїздом до Криму залишив його під керівництво однієї з учасниць — Тетяні Трегуб. Ансамбль продовжує свою роботу і до сьогоднішніх днів, але його перейменували на «Silva Rerum»(в перекладі з латини означає «лісове життя»), названий так на честь відомої однойменної нотної збірки.

Святослав хотів, щоб красою музики стародавніх часів могли чаруватися у різних куточках країни. Тож у 1987 році Святослав організовує ще один ансамбль старовинної музики в Криму, який отримав назву «Camerata Taurica». Членами колективу на початках були: Юрій Лопатін, Тетяна Воячек, Тетяна Чистякова (скрипалька та скрипковий майстер), Олег Андрєєв, Сергій Кайдаш. Потім доєднались Наталя Таран, Назім Амєдов, та інші… Колектив працював у Будинку культури при Нікітському ботанічному сад. Всі музичні інструменти було куплено за кошти С. Крутикова окрім першої віоли-да-гамба, або зроблено руками членів колективу. Музиканти отримали статус професійного самоокупного колективу, який почали запрошувати на різні фестивалі та концерти. Окрім цього ансамбль влаштовував концерти, які регулярно відбувалися у приміщенні вірменської церкви у м. Ялта. Ансамбль «Camerata Taurica» став перлинкою Ялти: на його виступи слухачі їхали з різних куточків Криму, свідомо заради тих концертів обирали Ялту для відпочинку, ще й друзів туди привозили. Згодом колектив гастролював в Києві, Празі, Гайдельбергу та Карлсруе. Репертуар «Camerata Taurica» охоплював майже всі епохи давньої музики: Середньовіччя, Ренесанс, раннє бароко. Але це відбулось вже в Артеківський період (з 1991 по 1994 рр.), коли Нікітський ботанічний сад не міг тягти колектив, що не приносив великих прибутків, і Святослав прийняв пропозицію директора «Кипарисного» (одного з таборів Артеку) перейти під його егіду.
У 1994 році С. Крутиков повертається у Київ. Після участі у Міжнародному фестивалі «Україна і світ бароко» (1994 р.) керівництво Національного університету «Києво-Могилянська академія» запрошує Святослава працювати у стінах цього закладу. Святослав створює Творчу лабораторію давньої музики при КМЦ НаУКМА. Мета лабораторії — виконання старовинних музичних творів, виготовлення та реконструкція різноманітних старовинних інструментів, науково-дослідницька робота по віднаходженню, розшифровці та ідентифікації нотних текстів давньої музики. З ентузіазмом поставилися до цього задуму студенти та аспіранти академії, та, на жаль, таку лабораторію не вдалось створити через брак коштів на придбання необхідного обладнання. У 2000 році С. Крутиков відчуває необхідність перейти від роботи у колективі до індивідуальної творчості, і зосереджується на композиторській та художній роботі, а для керівництва ансамблем він запрошує ту ж Тетяну Трегуб. Тепер Тетяна Трегуб очолює два ансамблі старовинної музики «Silva Rerum» та Ансамбль старовинної музики НаУКМА.

## Художня творчість
Святославу хотілося малювати неймовірно ще з дитинства, але все виходило абсолютно безпомічно. Проте, вперше потрапивши в Крим, від зачарування тими, близькими його серцю південними красотами, Святослав зробив свій перший малюнок тушшю. Далі відразу ж з'явилося ще кілька пейзажів з краєвидами Криму. Згодом виникла власна манера штриха і заповнення. Вчителем С. Крутикова став відомий московський художник Ю. Кононенко. Святославу і Юрію було цікаво експериментувати з різними техніками. Дуже досвідчений і неймовірно обдарований Кононенко сповідував у педагогіці принцип: «Я берусь навчити робити бездоганні технічно поверхні, а смакова, семантична, емоційна складові — на відповідальності учня».
Святослав поступово зосередився на створенні абстрактних робіт. Він порівнює свій стиль малювання з імпровізацією у музиці. Під час творчого процесу Святослав просто дає свободу руці і почуттям. Він надає перевагу нефігуративності частково й через те, що для документування подій йому стало цілком достатньо фотографії, в якій раніше культивував абстрактне, крупнопланові деталі що виглядали як абстракції, а з долученням до живопису знайшов і шлях втамування спраги до реалізму в ній. А ось для створення власного світу і відображення власних фантазій абстракція підходить як ніщо інше.
Уперше публіка познайомилася з роботами С. Крутикова в Кримському Республіканському краєзнавчому музеї під час Міжнародної виставки « Дзен-Шолом», де він показав свої мініатюри — до розміру А5. У виставці також брали участь Є. Добровінський (тоді ще мешканець Ізраїлю), В. Бабанін, О. Кадніков, Г. Когонашвілі, Д. Філов. Під час поїздки до Німеччини С. Крутиков виставився в Гайдельберзькій галереї Вернера Шауба «FORUM für KUNST» («Форум для мистецтва»).
У 2007 році в Національній спілці композиторів України завдяки Анні Щербаковій — галерейниці спілки — відбулася персональна художня виставка С. Крутикова «Vade Mecum»(в перекладі з латини означає «Путівник»(Буквально — «Іди за мною!»). Під час відкриття виставки, присвяченій його вчителям Б. Лятошинському та Ю. Кононенкові, відбувся й концерт. Були виконані два музичних твори С. Крутикова «Зупинки на шляху в чотирьох молитвах» для квартету флейт й альт-саксофону та «П'ять спогадівил» для клавесину. Далі керівництво Національної спілки кінематографістів України запропонувало провести творчий кіновечір Крутикова як кінокомпозитора з одночасним проведенням художньої виставки з його робіт в стінах Будинку кіно. Вечір відкривав виступ колишнього колективу Святослава з Могилянки й пройшов з незмінним успіхом.
У 2009 році в Галереї імені Олени Замостян НаУКМА відбулася ще одна виставка художніх творів Святослава Крутикова «Зупинки на шляху», де був представлений живопис, графіка та фотографії. У рамках цієї виставки відбулася прем'єра фільму з його музикою «Загублений рай» та виступ все того ж колективу (Творча Лабораторія).
У 2011 році в Американській бібліотеці НаУКМА відбулася презентація художніх та музичних робіт С. Крутикова в рамках лекції «Ar(t)sfenamine».